# 향군로 (청주시)
향군로(Hyanggun-ro)는 충청북도 청주시 청원구 우암동 우암오거리 와 내덕동 시영아파트사거리를 잇는 충청북도 청주시의 도로이다.

## 주요 경유지
충청북도
- 청주시 청원구 (우암동 . 내덕동)

## 노선
| 이름             | 접속 노선              | 소재지 | 소재지 | 소재지 | 비고 |
| ---------------- | ---------------------- | ------ | ------ | ------ | ---- |
| 우암오거리       | 상당로 상당로204번길   | 청주시 | 청원구 | 우암동 |      |
| 우암사거리       | 직지대로               | 청주시 | 청원구 | 우암동 |      |
| 덕벌초교삼거리   | 내덕로                 | 청주시 | 청원구 | 내덕동 |      |
| 시영아파트사거리 | 1순환로 1순환로330번길 | 청주시 | 청원구 | 내덕동 |      |

## 주요 건물 및 시설
- CTS 기독교TV 충북지사 (충청북도 청주시 청원구 우암동 향군로 6)
- 한국전력공사 동청주지사 (충청북도 청주시 청원구 우암동 향군로 25)
- 새마을금고 우암새마을금고 본점 (충청북도 청주시 청원구 우암동 향군로 30)
- 한국국토정보공사 청주지사 (충청북도 청주시 청원구 우암동 향군로 31)
- 우암동행정복지센터 (충청북도 청주시 청원구 우암동 향군로 34)
- 청주청원경찰서 (충청북도 청주시 청원구 우암동 향군로 60)
- 농협 청주축산농협 본점 (충청북도 청주시 청원구 우암동 향군로 92)
- 새마을금고 우암새마을금고 북부지점 (충청북도 청주시 청원구 우암동 향군로 99)
- GS25 우암삼일점 (충청북도 청주시 청원구 우암동 향군로 115)
- 새마을금고 내율새마을금고 본점 (충청북도 청주시 청원구 우암동 향군로 128)